# 37signals
37signals是一个私人控股公司，主要设计开发网站应用程序。1999年成立于芝加哥，是一个创造简单、专一的软件的小团队。主要商业产品包括：Basecamp、Backpack、Campfire、Highris。其有两个免费产品，分別是Ta-Da List和Writeboard。該公司亦有一本書的著作，名為《Getting Real》。此外，該公司也维护一个开源产品“Ruby on Rails”。

## 外部連結
- （英文） 網站（页面存档备份，存于）